# 張言 (嘉靖進士)
張言（1514年—？），字思默，號龍田、拙逸，廣西桂林府臨桂縣人，民籍，明朝政治人物。

## 生平
嘉靖十三年（1534年）甲午科廣西鄉試第六名舉人，二十六年（1547年）中式丁未科會試第九十名，三甲第三十二名進士。刑部觀政，初任江西永豐縣知縣，擢南京户部主事，升员外郎、南京禮部郎中，出为尋甸府知府，不久致仕。

## 家族
曾祖張輝；祖父張玉；父張策，知縣 贈南京禮部郎中。母袁氏。永感下。弟張襄（举人）、張齊（举人）、張京、張高。子張孫振、張孫繩、張孫繼、張孫念。侄張孫懋（張齊子、衡陽縣知縣）、張孫美（張高子、定遠縣知縣）。